# Intel 80286
L'Intel 80286 è un microprocessore prodotto da Intel a partire dal 1982. Questo microprocessore monolitico general purpose x86 a 16 bit è stato largamente usato come CPU per PC IBM e compatibili dalla metà degli anni ottanta ai primi anni novanta del secolo scorso.
Predecessore dell'Intel 80286 è stato l'Intel 80186. Successore dell'Intel 80286 è stato l'Intel 80386.

## Prestazioni e caratteristiche

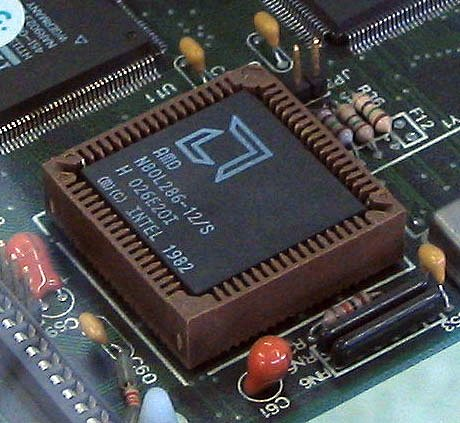
AMD 80286 a 12 MHz

Il processore 80286 offre prestazioni doppie per ciclo di clock rispetto al suo predecessore 8086, ha un bus dati a 16 bit e due bus di indirizzi (rispettivamente da 4 e da 20 bit) che lo rendono in grado di sfruttare fino a 16 MB di RAM, al contrario del singolo MB indirizzabile dall'8086. Nei computer basati sul sistema operativo DOS questa capacità addizionale di RAM poteva essere utilizzata solo attraverso una emulazione di memoria estesa. In ogni caso, pochi computer basati sul 286 ebbero più di 1 MB di RAM. Possiede ancora il vecchio schema di indirizzamento segmento/offset troppo rigido e non supporta in hardware nessuno schema di memoria virtuale. Caratteristica interessante di questo modello è il prefetching delle istruzioni che lo rende molto più veloce anche a parità di clock dell'8086.
Il processore 80286 è stato progettato per applicazioni multitasking, relative alle comunicazioni (ad es. centralini telefonici PBX), processi di controllo in tempo reale e sistemi multi-utente.
Una caratteristica interessante di questo processore è che fu il primo tra quelli in architettura x86 con la possibilità di passare da modalità reale a modalità protetta, permettendo l'uso di tutta la memoria di sistema come un unico blocco e offrendo un certo grado di protezione delle zone di memoria usate dalle applicazioni.
Il passaggio a tale modalità non è però reversibile: il ritorno alla modalità normale richiede il reset del processore. Tale limitazione fece sì che la modalità protetta non trovasse grande impiego fino all'arrivo del processore 80386, che è in grado di passare da una modalità all'altra indifferentemente.

## Versioni

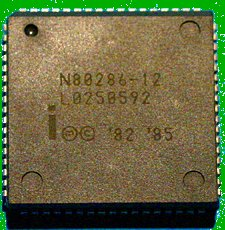
Un Intel 80286 a package plastico PLCC

Inizialmente rilasciato in due versioni distinte per frequenza di clock del core (6 e 8 MHz), in seguito l'Intel 80286 fu accelerato fino a 20 MHz. Una versione a 4 MHz venne prodotta per un breve periodo. Le prime versioni adottavano il package ceramico CLCC, seguirono poi le versioni con package plastico PLCC. La tabella seguente mostra le principali differenze tra le versioni di microprocessori Intel 80286. In particolare di ogni versione viene riportato il part number, la frequenza di clock del core e la tipologia del package.
| part number                   | frequenza | package |
| ----------------------------- | --------- | ------- |
| C80286-4                      | 4 MHz     | CLCC    |
| C80286-6 R80286-6             | 6 MHz     | CLCC    |
| CG80286-6 A80286-6            | 6 MHz     | CPGA    |
| C80286-8 R80286-8 SAB80286-8R | 8 MHz     | CLCC    |
| N80286-8                      | 8 MHz     | PLCC    |
| CG80286-8 A80286-8            | 8 MHz     | CPGA    |
| R80286-10                     | 10 MHz    | CLCC    |
| N80286-10                     | 10 MHz    | PLCC    |
| CG80286-10 A80286-10          | 10 MHz    | CPGA    |
| R80286-12                     | 12 MHz    | CLCC    |
| N80286-12 N80C286-12          | 12 MHz    | PLCC    |
| A80286-12 IG80C286-12         | 12 MHz    | CPGA    |